# 606 Brangäne
A 606 Brangäne egy a Naprendszer kisbolygói közül, amit August Kopff fedezett fel 1906. szeptember 18-án.